# Epístola aos Esmirniotas
A Epístola aos Esmirniotas (chamada muitas vezes apenas de Aos Esmirniotas) foi escrita por Santo Inácio de Antioquia por volta de 110 d.C. e endereçada aos cristãos de Esmirna.

## Texto
Dos assuntos abordados temos a ênfase na genuína encarnação humana de Jesus Cristo, apelando para sua linhagem judaica. Um notório apelo à crença na corporalidade de Cristo até mesmo após sua ressurreição. “E assim, por sua ressurreição, Ele ergueu um estandarte para reunir seus santos para sempre (judeus ou gentios) num só corpo de Sua Igreja”.
É enfática quanto ao erros dos docetistas. A função principal da Epístola é conter os ensinamentos dos docéticos, que alegavam que Jesus não tinha uma existência física real. Cristo não apenas parecia ter um corpo, Ele de fato tinha. Inácio escreveu as primeiras sete seções demonstrando a real encarnação de Jesus, dizendo assim sobre a Eucaristia (em 7:1): "Eles os docetistas se abstém da Eucaristia e da oração, pois eles não acreditam que ali está a carne do nosso salvador, Jesus Cristo, que sofreu por nossos pecados, e que o Pai, em sua bondade, ressuscitou. Eles que negam o presente de Deus estão morrendo em suas disputas."
Contra os docéticos (2:1a):
| “ | Agora, ele sofreu todas estas coisas por nossa causa, para que pudéssemos ser salvos. E ele de fato sofreu, tanto quanto de fato ressuscitou; não como certos infiéis dizem, que sofreu apenas na aparência, eles é que existem apenas na aparência." | ” |
|   | — Epístola aos Esmirniotas, Inácio de Antioquia. |   |

O termo "aparência" é uma tradução do grego "dokeiv", da qual derivou a palavra "docetismo".
Ainda quanto a materialidade de Cristo, Inácio afirma que o sofrimento e o martírio cristão se embasam na genuína confiabilidade de que tanto a Paixão como a Ressurreição de Cristo são reais, afirmando sempre, serem reais numa perspectiva corpórea. (Aos Esmirniotas 4b). Conforme é assertivamente proposto por Inácio, percebe-se uma perspectiva eucarística envolvendo uma embrionária concepção de consubstanciação ou transubstanciação.
Ao tratar dos perversores, Santo Inácio assevera que “não entendem a Graça de Deus” e que estas são suas características ( Aos esmirniotas 6,7):  
- Desprezam o amor e a caridade;
- Desprezam as viúvas, os órfãos, os oprimidos;
- Desprezam os presos e os libertos;
- Desprezam a Eucaristia, não admitindo que ela seja o corpo de Cristo morto e ressurreto.

Embora a carta seja do início do século II, percebe-se uma forte institucionalização administrativa no seio da Igreja Cristã. Com a morte de todos os apóstolos (São João, o último deles morreu no ano 95d.c ), os bispos e os presbíteros entram em eminência quanto aos rumos da congregações cristãs. “Sigam o presbitério como se seguissem aos apóstolos. Sigam o bispo como Jesus seguiu ao Pai” (8a). Inácio irredutivelmente afirma que nada deve ser feito sem a aprovação do bispo. Essa posição muito provavelmente revela um medo da época nos líderes quanto à entrada e aceitação de heresias dentro das comunidades locais. A análise dos bispos funcionaria como um dispositivo no qual poderia ser impedida a realidade de que as comunidades caíssem em erros fatais (especialmente neste caso, o docetismo).
Uma outra regulamentação envolve a validação da Eucaristia. Só seria considerada válida se celebrada pelo bispo ou pessoa autorizada. Afirmações que outorgam demasiado poder aos bispos não faltam neste escrito de Inácio. "Onde preside o bispo, ali deve se reunir a congregação, assim como onde está Jesus, aí está a Igreja Católica". 
Católico significa "universal". Igreja Católica significa assim "Igreja Universal", - 8b. O termo remete à característica universal da Igreja e não especificamente a um conceito institucional ou denominacional[carece de fontes?]. A Igreja como Reino de Deus abarca homens, anjos; judeus e gentios; ricos e pobres; raças e sexos; passado, presente e futuro. É uma característica essencial da Igreja ser católica, ou seja, ter seu caráter universal. É o cerne espiritual que une os cristãos das mais variadas denominações em um só corpo espiritual com Cristo nesta terra.
Ainda sobre esta influencia do bispo, Inácio proíbe a realização de batismos e ágapes sem a autorização e supervisão do bispo. "O que o bispo aprova, é aprovado por Deus, sigam isso e tudo será seguro e válido" (8b). Reforçando, continua dizendo que “quem glorifica o bispo é glorificado por Deus e quem age fora de sua tutela está servindo ao Diabo”. Novamente, embora a afirmação exalte sobremaneira o episcopado, é altamente compreensível que sem isso, as heresias teriam dominado completamente o seio cristão. Damos graças a Deus por tais bispos, nossos pais, que deram suas vidas inteiras para que hoje pudéssemos gozar do Evangelho tal como ele nos chegou.
Finalizando sua epístola, São Inácio relata acerca do auxílio recebido pelos cristãos esmirniotas (10b). Há também relatos sobre certa crise enfrentada pela Igreja de Antioquia da Síria. Inácio é enviado para presidir a congregação, que conforme o próprio São Inácio dirá “recuperou seu grupo original e voltou à vida comunitária” (11b). 
É dada a afirmação de que esta epístola foi enviada da cidade de Trôade, por um cooperador chamado Burrhus. Este homem foi enviado pelos esmirniotas para auxiliar São Inácio em suas dificuldades.